# Lelio Zecchi
Lelio Zecchi (Bedizzole, 1590  circa – XVII secolo) è stato un teologo e religioso italiano di Bidiccioli (Brescia), giureconsulto,  canonico penitenziere.
Studiò filosofia, teologia, belle lettere.

## Opere
- De beneficiis et pensionibus;
- Casus Episcopo reservati;
- De instructione clericorum;
- Tractatus de statu et de munere Episcopali;
- De civili et Christiana institutione;
- De Principis administratione;
- Responsum casum conscientiae;
- Summa Theologiae;
- Tractatus de indulgentiis et Jubileo;
- Tractatus inter militem sacrum;
- Tractaus de Privilegiis Ecclesiasticis;
- Tractatus de Sacramentiis;
- Tractatus de Usuris.

Questi libri furono da lui dedicati al Pontefice ClementeVIII, ad Enrico IV di Francia e ad alcuni cardinali.